# Syndicat mixte du Pays des Rives de Garonne
Le syndicat mixte du Pays des Rives de Garonne, écourté en Pays des Rives de Garonne, était un syndicat qui regroupe 53 communes du département de la Gironde, en région Nouvelle-Aquitaine.

## Historique
Créé le 5 décembre 2005 par arrêté préfectoral, le syndicat mixte du Pays des Rives de Garonne regroupait quatre communautés de communes, savoir celle des Coteaux Macariens (14 communes), celle du canton de Podensac (13 communes), celle du Pays de Langon (14 communes) et celle du Pays d'Auros (13 communes) soit 54 communes.
Le 1er janvier 2013, la commune de Sigalens a quitté la communauté de communes du Pays d'Auros au profit de celle de Captieux-Grignols ainsi que le syndicat mixte du Pays des Rives de Garonne, ramenant ainsi le nombre des communes adhérentes à 53.
Le 1er janvier 2014, divers arrêtés préfectoraux ont réorganisé les structures de certaines desdites communautés de communes :
- en réunissant la communauté de communes du Pays de Langon, celle du Pays paroupian et celle du canton de Villandraut dans un nouvel EPCI, la communauté de communes du Sud Gironde,
- en réunissant la communauté de communes du Réolais, celle du Pays d'Auros (12 communes) et trois communes de celle du Monségurais dans un nouvel EPCI, la communauté de communes du Réolais en Sud Gironde, sans pour autant affecter l'adhésion des 53 communes au syndicat mixte.

La nouvelle organisation est entrée en vigueur à la même date et a été actée par arrêté préfectoral en date du 6 février 2014.
Adhèrent donc au syndicat mixte la communauté de communes des Coteaux Macariens, la communauté de communes du canton de Podensac, 14 communes de la communauté de communes du Sud Gironde et 12 communes de la communauté de communes du Réolais en Sud Gironde.
Le syndicat mixte est dissout le 1er janvier 2018.

## Administration
| Période                                  | Période | Identité          | Étiquette | Qualité                                                                    |
| ---------------------------------------- | ------- | ----------------- | --------- | -------------------------------------------------------------------------- |
| 2008                                     | 2020    | Philippe Plagniol | PS/DVG    | Maire de Langon (2014-2020), président de la CC du Sud Gironde (2014-2020) |
| Les données manquantes sont à compléter. |         |                   |           |                                                                            |

Le président est assisté de trois vice-présidents, chacun représentant l'une des trois communautés de communes autres que celle du président :
- Philippe Meynard, maire de Barsac, président de la communauté de communes du canton de Podensac,
- Josiane Combret, ancienne maire de Saint-Martial, président de la communauté de communes des Coteaux Macariens,
- Francis Zaghet, maire de Pondaurat, ancien président de la communauté de communes du Pays d'Auros.

## Composition
| Nom                     | Code Insee | Gentilé                | Superficie (km2) | Population (dernière pop. légale) | Densité (hab./km2) |
| ----------------------- | ---------- | ---------------------- | ---------------- | --------------------------------- | ------------------ |
| Saint-Macaire (siège)   | 33435      | Macariens              | 1,79             | 2 089 (2014)                      | 1 167              |
| Caudrot                 | 33111      | Caudrotais             | 6,12             | 1 182 (2014)                      | 193                |
| Le Pian-sur-Garonne     | 33323      | Pianais                | 6,35             | 834 (2014)                        | 131                |
| Saint-André-du-Bois     | 33367      | Andrésiens             | 10,00            | 423 (2014)                        | 42                 |
| Saint-Germain-de-Grave  | 33411      | Saint-Germinois        | 6,16             | 162 (2014)                        | 26                 |
| Saint-Laurent-du-Bois   | 33427      | Saint-Laurentais       | 7,41             | 257 (2014)                        | 35                 |
| Saint-Laurent-du-Plan   | 33428      |                        | 2,39             | 95 (2014)                         | 40                 |
| Saint-Maixant           | 33438      | Saint-Maixantais       | 7,68             | 1 832 (2014)                      | 239                |
| Saint-Martial           | 33440      |                        | 7,47             | 243 (2014)                        | 33                 |
| Saint-Martin-de-Sescas  | 33444      | Sescassiens            | 8,19             | 607 (2014)                        | 74                 |
| Saint-Pierre-d'Aurillac | 33463      | Pétrusiens-Aurillacois | 6,52             | 1 351 (2014)                      | 207                |
| Sainte-Foy-la-Longue    | 33403      | Foyens                 | 9,37             | 125 (2014)                        | 13                 |
| Semens                  | 33510      | Semensois              | 3,67             | 189 (2014)                        | 51                 |
| Verdelais               | 33543      | Verdelaisiens          | 4,75             | 994 (2014)                        | 209                |

| Nom                     | Code Insee | Gentilé        | Superficie (km2) | Population (dernière pop. légale) | Densité (hab./km2) |
| ----------------------- | ---------- | -------------- | ---------------- | --------------------------------- | ------------------ |
| Langon (siège)          | 33227      | Langonnais     | 13,71            | 7 396 (2014)                      | 539                |
| Bieujac                 | 33050      | Bieujacais     | 6,97             | 548 (2014)                        | 79                 |
| Bommes                  | 33060      | Bommais        | 5,80             | 537 (2014)                        | 93                 |
| Castets-en-Dorthe       | 33106      | Casteriots     | 8,69             | 1 169 (2014)                      | 135                |
| Coimères                | 33130      | Coimmériens    | 12,91            | 962 (2014)                        | 75                 |
| Fargues                 | 33164      | Farguais       | 15,41            | 1 532 (2014)                      | 99                 |
| Léogeats                | 33237      | Léogeatais     | 19,61            | 795 (2014)                        | 41                 |
| Mazères                 | 33279      | Mazèriens      | 13,14            | 752 (2014)                        | 57                 |
| Roaillan                | 33357      | Roaillannais   | 11,48            | 1 600 (2014)                      | 139                |
| Saint-Loubert           | 33432      | Lupertiens     | 2,11             | 230 (2014)                        | 109                |
| Saint-Pardon-de-Conques | 33457      | Perdonnais     | 6,68             | 568 (2014)                        | 85                 |
| Saint-Pierre-de-Mons    | 33465      | Pierre-Montois | 9,27             | 1 178 (2014)                      | 127                |
| Sauternes               | 33504      | Sauternais     | 11,32            | 766 (2014)                        | 68                 |
| Toulenne                | 33533      | Toulennais     | 6,58             | 2 541 (2014)                      | 386                |

| Nom                      | Code Insee | Gentilé         | Superficie (km2) | Population (dernière pop. légale) | Densité (hab./km2) |
| ------------------------ | ---------- | --------------- | ---------------- | --------------------------------- | ------------------ |
| Podensac (siège)         | 33327      | Podensacais     | 8,34             | 3 115 (2014)                      | 374                |
| Arbanats                 | 33007      | Arbanatais      | 7,60             | 1 142 (2014)                      | 150                |
| Barsac                   | 33030      | Barsacais       | 14,48            | 2 054 (2014)                      | 142                |
| Budos                    | 33076      | Budossais       | 21,10            | 768 (2014)                        | 36                 |
| Cérons                   | 33120      | Céronnais       | 7,83             | 2 099 (2014)                      | 268                |
| Guillos                  | 33197      | Guillossais     | 22,67            | 441 (2014)                        | 19                 |
| Illats                   | 33205      | Illadais        | 29,24            | 1 386 (2014)                      | 47                 |
| Landiras                 | 33225      | Landiranais     | 59,75            | 2 245 (2014)                      | 38                 |
| Portets                  | 33334      | Portésiens      | 15,49            | 2 615 (2014)                      | 169                |
| Preignac                 | 33337      | Preignacais     | 13,26            | 2 183 (2014)                      | 165                |
| Pujols-sur-Ciron         | 33343      | Pujolais        | 7,53             | 786 (2014)                        | 104                |
| Saint-Michel-de-Rieufret | 33452      | Saint-Michelois | 18,94            | 650 (2014)                        | 34                 |
| Virelade                 | 33552      | Vireladais      | 13,41            | 1 030 (2014)                      | 77                 |

| Nom                  | Code Insee | Gentilé         | Superficie (km2) | Population (dernière pop. légale) | Densité (hab./km2) |
| -------------------- | ---------- | --------------- | ---------------- | --------------------------------- | ------------------ |
| Aillas               | 33002      | Aillassais      | 35,13            | 805 (2014)                        | 23                 |
| Auros                | 33021      | Aurossais       | 15,32            | 1 004 (2014)                      | 66                 |
| Barie                | 33027      | Bariauds        | 5,33             | 289 (2014)                        | 54                 |
| Bassanne             | 33031      | Bassannais      | 2,54             | 103 (2014)                        | 41                 |
| Brouqueyran          | 33074      | Brouqueyranéens | 5,66             | 203 (2014)                        | 36                 |
| Berthez              | 33048      | Berthéziens     | 6,03             | 257 (2014)                        | 43                 |
| Brannens             | 33072      | Brannensois     | 6,04             | 226 (2014)                        | 37                 |
| Castillon-de-Castets | 33107      | Castillonnais   | 4,47             | 311 (2014)                        | 70                 |
| Lados                | 33216      | Ladossais       | 6,49             | 171 (2014)                        | 26                 |
| Pondaurat            | 33331      | Dorépontais     | 8,74             | 486 (2014)                        | 56                 |
| Puybarban            | 33346      | Puybarbanais    | 5,58             | 414 (2014)                        | 74                 |
| Savignac             | 33508      | Savignacais     | 17,02            | 628 (2014)                        | 37                 |

## Compétences
« L'objectif du Pays des Rives de Garonne est de définir sur dix ans un projet commun de développement socio-économique, de gestion de l'espace et d'organisation des services, formalisé par l'élaboration d'une Charte de développement. Elle précise les principes et les moyens d'action dont le Pays se dote pour remplir ses objectifs.

En se concertant, les Communautés de Communes, composant le Pays, pourront mutualiser leurs moyens à une échelle adaptée aux enjeux économiques actuels. »